# Myelitis
Myelitis is de ontsteking van het ruggenmerg, dat verschillende oorzaken kan hebben.